# Principes du Cap
Les principes du Cap, de leur nom complet principes du Cap et meilleures pratiques concernant le recrutement d'enfants dans les forces armées et la démobilisation et la réinsertion sociale des enfants soldats en Afrique, adoptés en avril 1997 au terme d'un colloque réunissant UNICEF et organisations non gouvernementales dans la ville du Cap, forment un ensemble de préconisations sur l'enrôlement de personnes de moins de 18 ans dans le cadre d'un conflit armé, y compris pour des missions auxiliaires et en tant que victimes d'abus sexuels.
Ces principes s'inscrivent dans un mouvement visant à limiter les effets de la guerre sur les mineurs de moins de 18 ans.

## Histoire
En 1997, l'UNICEF tient au Cap un colloque international avec des organisations non gouvernementales (ONG) afin de « formuler des stratégies de prévention du recrutement d’enfants, de démobilisation des enfants soldats et d’assistance à ces enfants aux fins de leur réinsertion dans la société ». Les principes du Cap sont adoptés à l'issue de cet évènement, sous le nom « Principes du Cap concernant la prévention du recrutement d’enfants dans les forces armées, et la démobilisation et la réinsertion sociale des enfants soldats en Afrique ».

## Contenu
Les principes du Cap proposent une définition élargie des enfants associés aux groupes armés, afin de ne pas se limiter aux seuls enfants soldats :

« des enfants – garçons ou filles – de moins de 18 ans, intégrés à une force armée ou à un groupe armé régulier ou irrégulier quelconque, pour y remplir des fonctions de tous types, y compris, mais non exclusivement celles de cuisinier, porteur, planton, et toute personne accompagnant les groupes de ce type à l’exclusion des parents proches, ce qui inclut les filles et les garçons recrutés aux fins de rapports sexuels forcés et / ou de mariage forcé. La définition, large, ne s’applique donc pas uniquement à un enfant qui porte ou a porté des armes. »

Les principes du Cap énoncent plusieurs articles sur l'âge maximal de 18 ans au moment du recrutement et sur les modalités de ce recrutement ainsi que sur les mesures de prévention en faveur des mineurs ciblés, dont les enfants réfugiés. Les principes prévoient aussi des clauses encourageant la libération des enfants enrôlés et leur retour dans leurs familles et communautés.
Ces principes ne sont pas contraignants.

## Conséquences
Les principes du Cap « ont eu une influence importante sur l'acceptation d'une définition large de la notion d'enfants soldats, incluant notamment les filles et les enfants ayant un rôle autre que celui de combattant ».
En 2002, la Cour pénale internationale reconnaît comme crime de guerre le recrutement d'enfants de moins de quinze ans. Pour la première fois, en 2007, elle traduit en justice « un chef de guerre congolais, Thomas Lubanga », accusé « d'avoir enrôlé des enfants de moins de 15 ans dont il a fait des soldats ».
En 2003-2004, l'Unicef estime que « 300000 » soldats sont recrutés et utilisés essentiellement par des mouvements armés non gouvernementaux dans des pays comme l'Afghanistan 8 000 enfants soldats), la Birmanie (entre 76 000 et 77 000), la Colombie (entre 14 000 et 16 000), la République démocratique du Congo (entre 23 000 et 30 000), le Sud Soudan (9 000)...
En 2007, l'ONG britannique Save the Children estime que les principes du Cap sont « toujours bafoués » : « des centaines de milliers d'enfants de moins de 18 ans qui sont enrôlés de force pour se battre » et au moins treize pays n'en respectent pas les clauses..
Des évolutions, notamment juridiques, tiennent compte de la particularité des enfants associés aux groupes armés. La nécessité d'une réévaluation se concrétise par la conférence « Libérons les enfants de la guerre », à l'issue de laquelle sont définis les principes et engagements de Paris,.

### Documentation
- Commission des communautés européennes, « Les enfants dans les situations d'urgence et de crise » [PDF], sur ec.europa.eu, février 2008